# Club des libraires de France
Le Club des libraires de France est un club de livres fondé par Bernard Gheerbrant et Pierre Faucheux en 1954. Le club a fermé en 1966.

## Histoire
Le Club des libraires de France était une réponse aux clubs de vente d'ouvrages par correspondance,.